# Sår
Sår (äldre blessyr), skada på hud eller slemhinna,kan uppstå både av yttre påverkan t.ex. vid en olycka eller av inre påverkan vid vissa sjukdomar. Sår från yttre påverkan kan blöda och värka. Blödande hudsår heter purpura på latin. Vid blödande sår från smutsiga eller rostiga föremål är det viktigt att man ser över personens stelkrampsskydd.
Om man kommer till en olycksplats så är en av de viktigaste åtgärderna att man omedelbart tar hand om stora sår. Om en person förlorar mer än 1,5 liter blod så är situationen livshotande. Om såren är riktigt djupa eller har drabbat en av kroppens stora artärer finns det risk att den drabbade dör av förblödning. Därför är det viktigt att försöka stoppa en allvarlig blödning så fort som möjligt.
Det finns flera typer av sår, bland annat skärsår, sticksår, skrubbsår, skavsår, brännsår, magsår samt liggsår (som också kallas för trycksår).

## Olika sorters sår

### Afte
Se afte

### Badsår
Se badsårsfeber

### Brännsår
Brännsår kan vara olika allvarliga, allt från svag rodnad på huden till att huden får stora blåsor eller dör. Om man bränt sig ska man kyla så fort man kan för att minska skadan. Vid små brännskador som bildar rodnader eller småblåsor räcker det att kyla och ta någon smärtstillande salva. Dessa typer av brännsår läker efter några dagar.
Vid större brännskador, kontakta sjukvården omedelbart. Om det är allvarligare brännsår och huden blir grå/vit och man tappar känseln så har huden dött och då läker det inte av sig själv. Då krävs det operation och ibland hudtransplantation.

### Djurbett
Djurbett är en skada orsakat av ett djurs tänder eller annat organ med liknande funktion. Se även predation och myggbett.

### Krossår
Se krossår

### Magsår
Magsår får man om det bildas skador i magsäckens eller i tolvfingertarmens slemhinna. Detta kan ske genom vissa infektioner eller annan påverkan. Beroende på var magsåret är och vad som skapade det kan man få olika besvär. Vanliga besvär är värk och illamående och dessa kan lindras med speciell kost och receptfria läkemedel som neutraliserar en del av saltsyran i magsäcken. Magsår ska alltid behandlas av läkare. Kontakta sjukvården vid svåra smärtor eller andra besvär i magen.

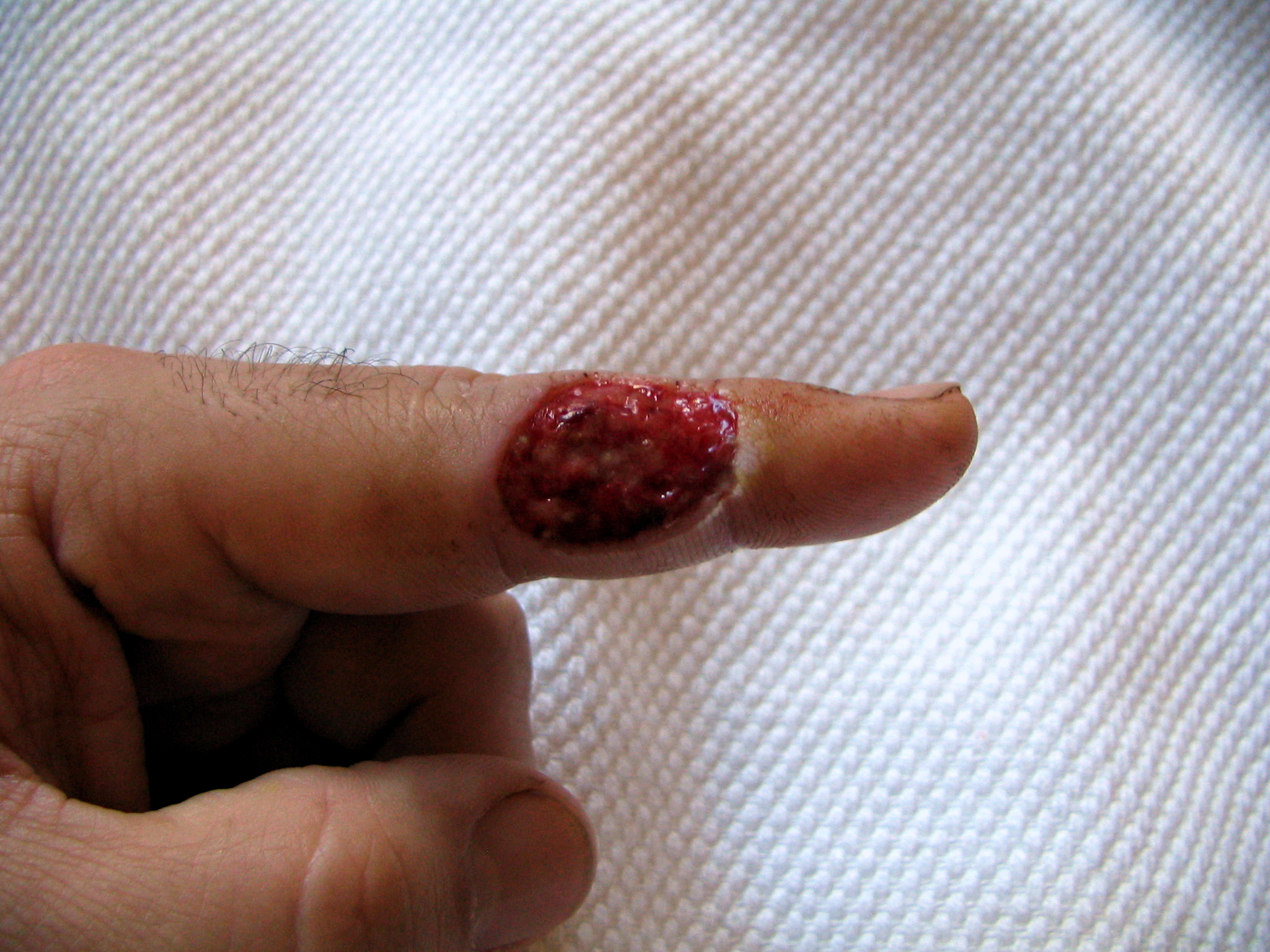
Ett öppet sår (en avulsion)
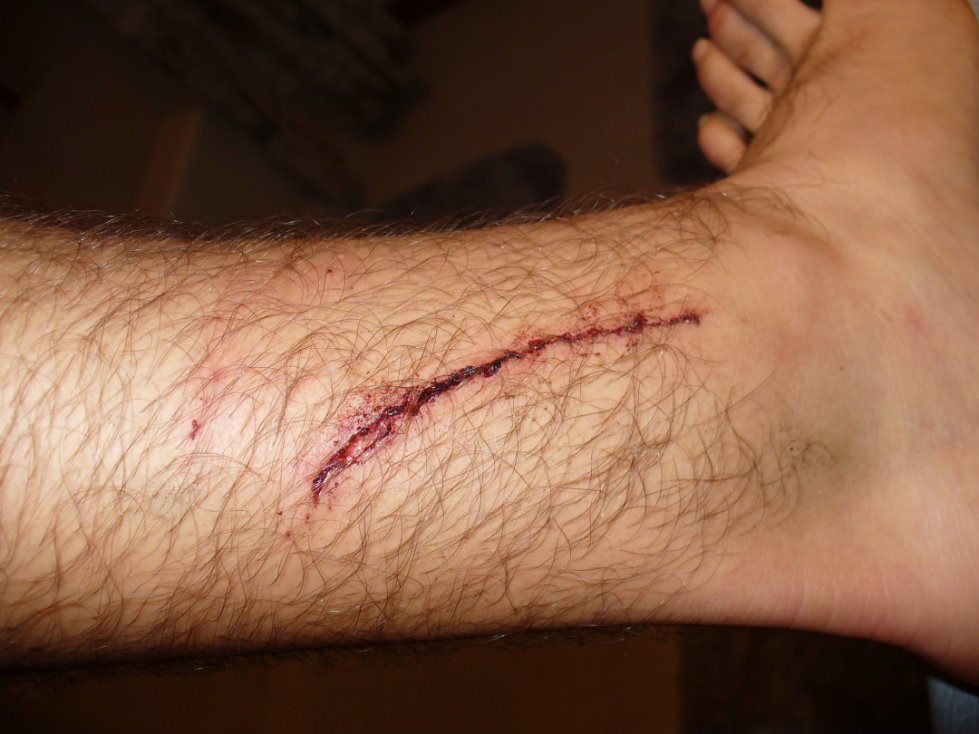
Laceration till benet
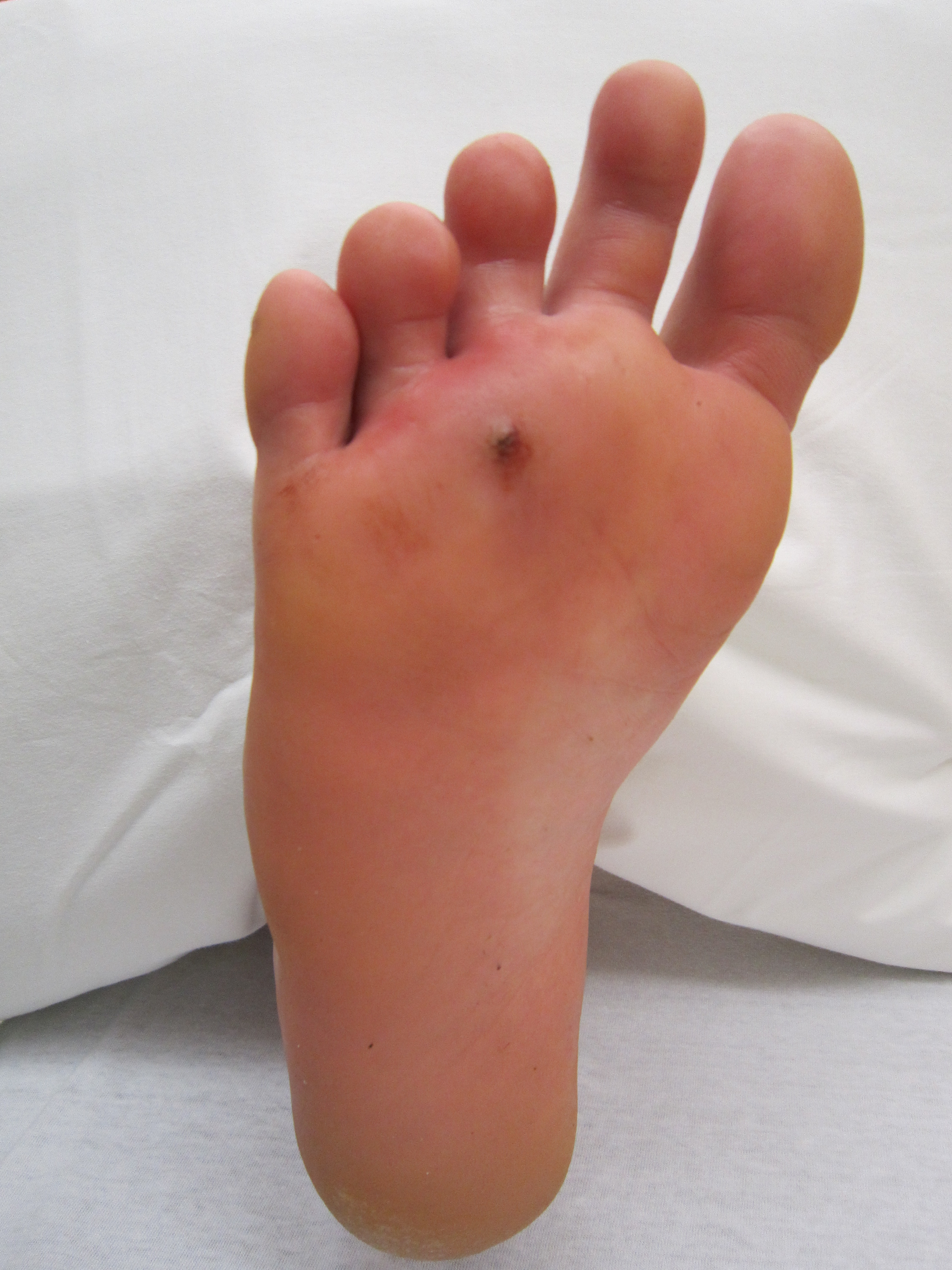
Infekterat sticksår på framfoten.
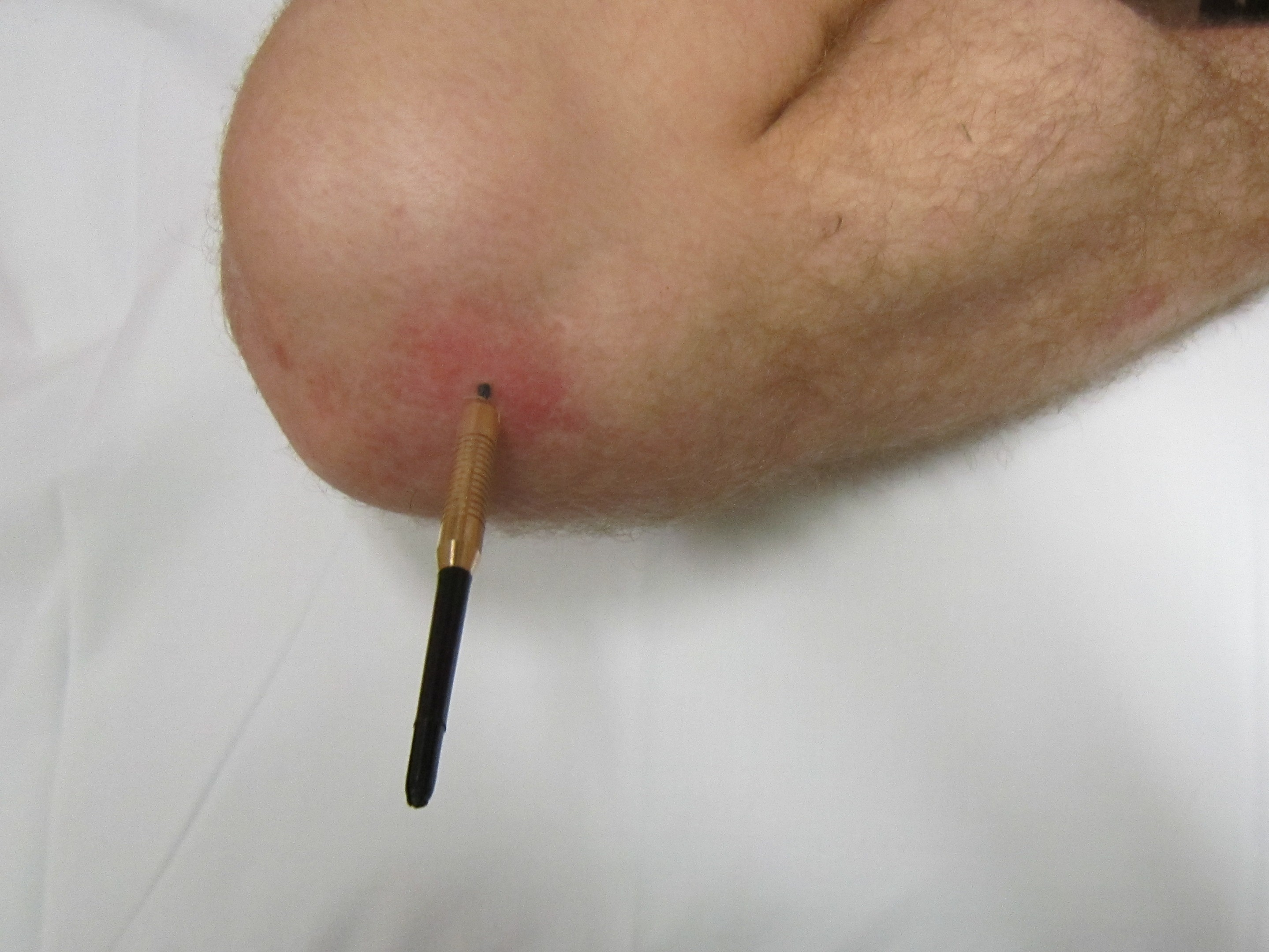
Ett sticksår orsakat av dart-spelande.
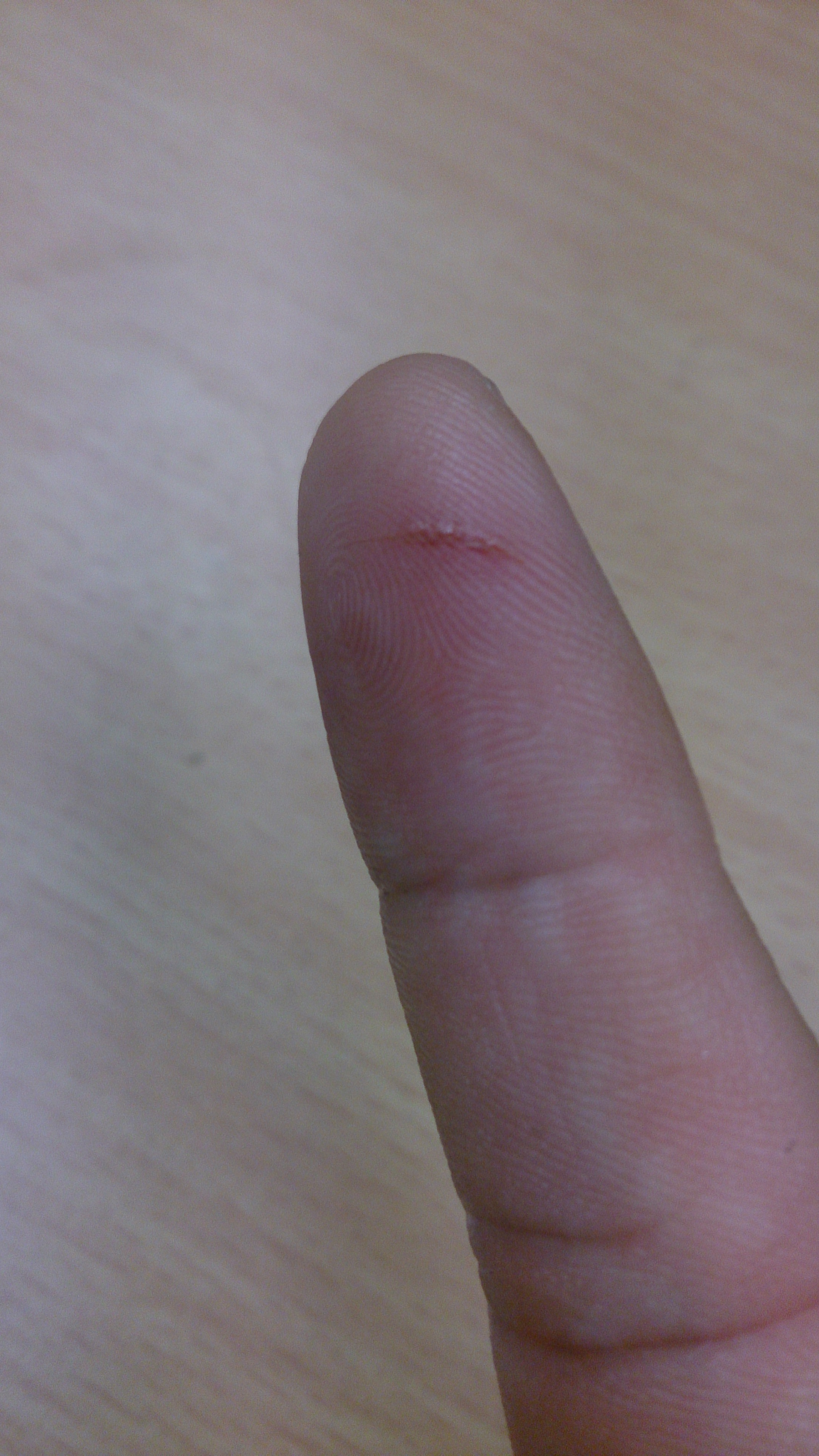
Ett litet skärsår orsakat av papper.
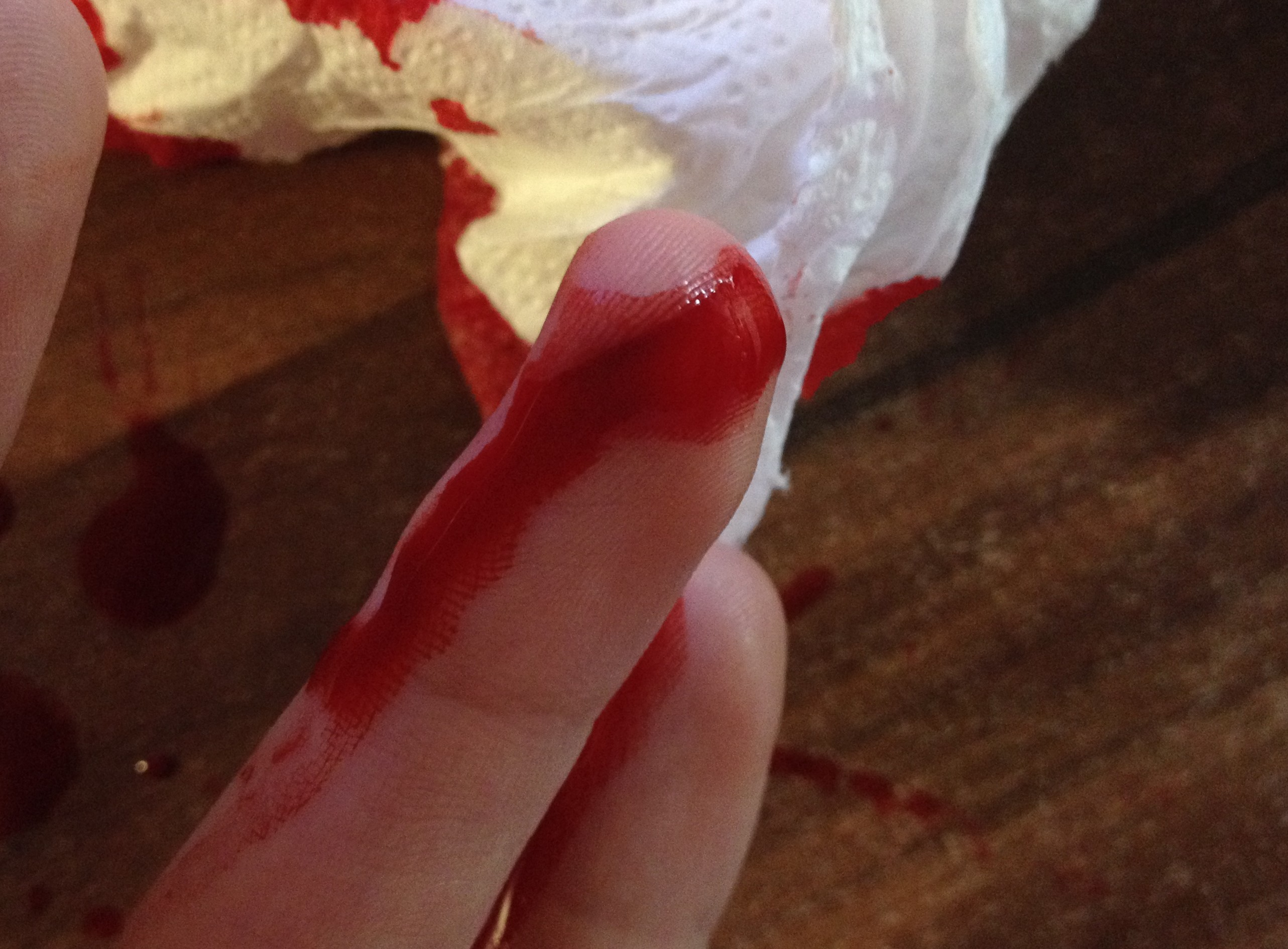
Färskt skärsår på höger ringfinger.

### Munsår
Se munsår

### Operationssår
Se operationssår

### Skavsår
Skavsår är en brännskada som uppstår vid friktion. Det bildas blödande sår, rodnad eller blåsor fyllda med vätska. Man kan undvika skavsår genom att ha skor som passar bra, se till att strumporna inte ligger i veck och genom att lufta fötterna vid långa promenader. Om man redan fått ett skavsår kan plåster användas för att minska friktionen. Om det bildas blåsor så låt dem sitta kvar eftersom de minskar trycket på såret.

### Skrubbsår
Skrubbsår är ofta ytliga och blöder därför endast lite eller inte alls. De kan vara smutsiga av t.ex. jord vilket ökar risken för infektioner. För att såret ska läka fint och inte ge några fula ärr är det viktigt med ordentlig rengöring. Om huden svullnar, rodnar eller är öm kan det vara tecken på en infektion. Får man feber vid en infektion ska man kontakta vårdcentralen.
När man rengör ett skrubbsår ska man först ta bort synlig smuts då t.ex. asfaltsrester kan lämna fula ärr. Använd därefter en mild tvål och spola till sist rent med rinnande vatten. När det är rent ska man helst låta det vara utan förband eller använda något som släpper igenom luft och inte fastnar i såret.

### Skärsår
Skärsår eller sår från andra vassa föremål kan blöda mycket även om de är små. Om såret är litet ska man hålla kroppsdelen högt, ta bort synligt smuts, tvätta rent såret med mild tvål och rinnande vatten och därefter trycka ihop sårkanterna. Slutligen ser man till att kanterna stannar ihop, gärna med sårtejp men plåster går också bra. Man ska kontakta sjukvården vid större sår som inte slutar blöda inom en halvtimme, om såret glipar mer än en centimeter eller finns i ansiktet eller är över en led.

### Sticksår
Sticksår får man när spetsiga föremål tränger igenom huden. Vid små sår ska man först låta dem blöda en liten stund så det rensar ut smuts som man inte kommer åt genom yttre rengöring. Därefter ska man rengöra med rinnande vatten och mild tvål samtidigt som man kontrollerar att det inte finns smuts kvar. Slutligen skyddar man med ett plåster. Man ska kontakta vården om såret är djupare än en centimeter, inte har slutat blöda efter en halvtimme, den skadade kroppsdelen inte går att röra eller om känseln inte är som vanligt nedanför såret.

### Trycksår
Se trycksår